# Eduard Nécsey

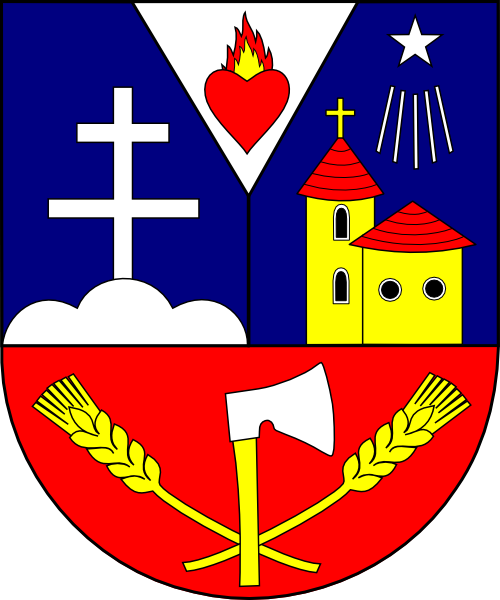
Bischofswappen

Eduard Nécsey (* 9. Februar 1892 in Oslany; † 19. Juni 1968 in Nitra) war ein tschechoslowakischer Geistlicher.
Nécsey war der Sohn von Ján Nécsey, einem Bauern, und seiner Frau Mária. Nécsey studierte in Innsbruck Theologie und wurde dort am 30. Juni 1915 zum Priester geweiht. Papst Pius XII. ernannte ihn am 12. März 1943 zum Titularbischof von Velicia und Weihbischof in Nitra. Am 16. Mai 1943 weihte Karel Kmetko, Bischof von Nitra, ihn zum Bischof. Mitkonsekratoren waren Andrej Škrábik, Koadjutorbischof von Banská Bystrica, und Michal Buzalka, Weihbischof in Trnava. Nach dem Tod von Karel Kmetko am 22. Dezember 1948 wurde er im Jahr darauf zum Apostolischen Administrator von Nitra ernannt. Am 16. Mai 1968 wurde er in den Rang eines Titularerzbischofs pro hac vice von Velicia erhoben. Am Zweiten Vatikanischen Konzil nahm er in allen vier Sitzungsperioden als Konzilsvater teil.